# غيل الصاعي (الحيمة الداخلية)

تعديل مصدري - تعديل

غيل الصاعي هي إحدى قرى عزلة بني النمري بمديرية الحيمة الداخلية التابعة لمحافظة صنعاء، بلغ تعداد سكانها 240 نسمة حسب تعداد اليمن لعام 2004.